# لمفوبويتين سدوي زعتري
اللمفوبويتين السدوي الزعتري (بالإنجليزية: Thymic stromal lymphopoietin (TSLP))‏ هو سيتوكين شبيه بإنترلوكين 2 وألارمين وعامل نمو يساهم في عدد من العمليات الوظيفية والمرضية، وخصوصا المتعلقة بالجهاز المناعي ويشترك مع انترلوكين 7 بسلف مشترك.
يبعب دورا في في تكاثر الخلايا المناعية وتطورها، ثم لدوره المحوري في الاستجابات المناعية من النوع الثاني، ومن المعروف الآن أن اللمفوبويتين السدوي الزعتري يشارك في أنواع أخرى من الاستجابات المناعية وأمراض المناعة الذاتية وبعض أنواع السرطان.